# Ville de Brimbank
La Ville de Brimbank (City of Brimbank) est une zone d'administration locale dans les faubourgs ouest et nord-ouest de Melbourne au Victoria en Australie.

## Conseillers
La ville est divisée en quatre secteurs qui élisent onze conseillers:
- Grasslands (3 conseillers)
- Harvester (3 conseillers)
- Horseshoe (2 conseillers)
- Taylors (3 conseillers)

## Quartiers
La ville comprend les quartiers de:
- Albanvale
- Albion
- Ardeer
- Brooklyn (en commun avec la ville d'Hobsons Bay)
- Cairnlea
- Calder Park
- Deer Park
- Delahey
- Derrimut
- Hillside (en commun avec le comté de Melton)
- Kealba
- Keilor
- Keilor Downs
- Keilor Est (en commun avec la ville de la vallée Moonee)
- Keilor Lodge
- Keilor Nord
- Keilor Park
- Kings Park
- St Albans
- Sunshine
- Sunshine Nord
- Sunshine Ouest
- Sydenham
- Taylors Lakes
- Tullamarine (en commun avec la ville de Hume)

## Jumelage
La ville de Brimbank est jumelée avec:
- Japon Shiroi, Chiba, Japon